# Venise sauvée (Simone Weil)
Venise sauvée est une tragédie en trois actes de Simone Weil, rédigée entre 1940 et 1943, et publiée en 1955 par les éditions Gallimard.

## Contexte
Simone Weil entreprend la rédaction de la pièce en 1940, au moment où est instauré le régime de Vichy, et dépeint un régime politique autoritaire, celui des Espagnols face à la république de Venise, qui n'est pas sans rapport avec l'occupation allemande en France et la réaction du gouvernement français collaborationniste. Le décès prématuré de l'auteure, en août 1943, l'empêche de mener à terme ce projet, auquel elle tenait pourtant, comme en témoignent les notes et les ébauches accumulées dans ses Cahiers et les lettres qu'elle a laissées. Elle y travaille jusqu'à la fin de sa vie, au cours de ses quelques mois d'exil à Londres, parmi les expatriés de la France libre. On dispose aujourd'hui d'une version relativement avancée de cette œuvre, bien qu'inachevée, à laquelle s'ajoutent des commentaires qui expliquent le sens de certains passages. De même que chez Sartre et Camus, les personnages de la pièce de Weil expriment sur un mode littéraire des motifs philosophiques propres à la pensée de l'auteure.

## Personnages
- Pierre, capitaine de vaisseau provençal
- Jaffier, capitaine de vaisseau provençal, ami de Pierre
- Renaud, seigneur français, chef des mercenaires engagés par l'ambassadeur d'Espagne
- le marquis de Bedmar, ambassadeur d'Espagne à Venise
- le secrétaire du Conseil des Dix
- Violetta, fille du secrétaire des Dix
- Bassio, serviteur du secrétaire des Dix
- des officiers
- des mercenaires
- des gardiens
- une courtisane
- un valet
- un artisan
- un apprenti

## Intrigue
L'intrigue est inspirée du récit historique de l'abbé de Saint-Réal, homme de lettres du XVIIe siècle, qui raconte, dans la Conjuration des Espagnols contre la république de Venise en l'année 1618, le projet avorté d'un renversement de la république vénitienne par l'Espagne. Le récit, publié par Saint-Réal en 1674, avait été adapté en 1682 par Thomas Otway, dramaturge anglais de la période élisabéthaine, sous le titre (en) Venice Preserv'd or a Plot Discovered, ainsi que par Hugo von Hofmannsthal, en 1905 (avec le même titre : (de) Das gerettete Venedig).
Simone Weil décrit elle-même l'intrigue ainsi : « Le marquis de Bedmar, ambassadeur d'Espagne à Venise, conçut en 1618 un plan pour mettre Venise au pouvoir du roi d'Espagne, qui était alors maître de presque toute l'Italie, par une conjuration. Voulant rester dans l'ombre à cause de sa situation d'ambassadeur, il confia l'exécution du plan à Renaud, seigneur français d'un âge avancé, et à Pierre, pirate provençal, capitaine et marin réputé. Renaud était chargé de la préparation, Pierre, des opérations militaires. Une grande partie des troupes mercenaires en garnison à Venise et beaucoup d'officiers, la plupart étrangers, au service de Venise, furent gagnés. Le plan était d'agir par surprise en pleine nuit, en occupant simultanément les points importants de la ville, en allumant au même moment beaucoup d'incendies dans tous les quartiers afin de répandre la confusion, et en tuant tout ce qui tenterait de résister. La nuit choisie était celle d'avant la Pentecôte. Jaffier fit échouer la conjuration, dont il était un des chefs, en la révélant au Conseil des Dix, par pitié pour la ville. Des historiens, surtout espagnols, ont nié l'authenticité de cette conjuration, mais avec des arguments très faibles. Il est sûr, en tout cas, que le Conseil des Dix fit exécuter plusieurs centaines d'hommes et que Bedmar dut quitter Venise ».

## Éditions
La pièce paraît pour la première fois dans La Nouvelle Revue française en 1955, puis en tirages restreints chez Gallimard. Elle est ensuite publiée en 1968 avec les poèmes de Simone Weil, dans la collection « Espoir » que dirigeait Albert Camus aux éditions Gallimard, le recueil étant préfacé d'une lettre de Paul Valéry. La pièce a été rééditée en 2020, chez Rivages poche, dans la collection « Petite bibliothèque ». Le tome III des Œuvres complètes devant contenir les textes littéraires de Simone Weil n'a toujours pas paru.

## Représentations
En 1994, au Teatro Carignano de Turin, le metteur en scène italien Luca Ronconi présente Venise sauvée dans son intégralité et dans son état d'inachèvement. Des représentations ultérieures ont lieu à Pérouse et à Rome. Outre une version radiophonique diffusée en Angleterre par la BBC en 1957, la pièce n'avait été jouée qu'une seule fois auparavant, en 1964, à Marseille, sous la forme d'un récitatif.